# Šarenovrati kazuar
Šarenovrati kazuar ili sjeverni kazuar (lat. Casuarius unappendiculatus) je velika, zdepasta ptica neletačica iz roda kazuara. Prvi koji ga je indentificirao je Edward Blyth 1860. prema primjerku iz volarija koji se nalazio u Calcutti, Indija.
Endem je obalnih močvara i nizinskih prašuma sjeverne Nove Gvineje i otoka Yapen, Batanta i Salawati. Preferira uzvišenja ispod 490 metara nadmorske visine.

## Opis
Ima tvrdo i kruto crno perje i plavu kožu lica. Na glavi, kao i ostali njegovi srodnici iz roda Casuarius, ima koštani izraštaj u obliku kacige. Vrat je svjetlocrvene ili žute boje. Noge su velike i dosta snažne. Stopalo ima tri prsta na kojima se nalaze oštre kandže. Na unutrašnjem prstu nalazi se najoštrija, nalik na bodež. 
Spolni dimorfizam nije previše izražen, mužjak i ženka dosta su slični. Glavna razlika je to što je ženka malo krupnija od mužjaka. Mužjak je težak oko 37 kilograma, dok je ženka teška 58 kilograma. Prosječna visina jednokrestastog kazuara je 165-175 centimetara.

## Ponašanje
Kao i drugi kazuari, stidljiva je i osamljena ptica. Prehrana mu se sastoji uglavnom od voća, frugivoran je, ali nekad ipak pojede koju manju životinju. 
U sezoni parenja poliandrična ženka polaže 3-5 jaja u dobro kamuflirano gnijezdo koje je napravio mužjak. Potom napušta gnijezdo i nalazi novog mužjaka s kojim će se pariti i u njegovo gnijezdo položiti jaja. Mužjak mlade ptiće podiže oko devet mjeseci, kada se oni osamostale.

## Vanjske poveznice
|  | Zajednički poslužitelj ima stranicu o temi Casuarius unappendiculatus    |
|  | Zajednički poslužitelj ima još gradiva o temi Casuarius unappendiculatus |
|  | Wikivrste imaju podatke o taksonu Casuarius unappendiculatus             |